# Atropellis tingens
Atropellis tingens är en svampart som beskrevs av M.L. Lohman & E.K. Cash 1940. Atropellis tingens ingår i släktet Atropellis och familjen Dermateaceae.   Inga underarter finns listade i Catalogue of Life.